# Regionaal crisisplan
In een regionaal crisisplan worden de taken, verantwoordelijkheden en bevoegdheden van de verschillende crisisorganisaties in een Nederlandse veiligheidsregio vastgelegd in het geval van grootschalige incidenten of (veiligheids-)crises. Een dergelijk plan heeft tot doel de regionale samenwerking van met name brandweer, politie, Geneeskundige Hulpverlening bij Ongevallen en Rampen en gemeenten bij het bestrijden van crises of rampen te verbeteren.
Veiligheidsregio's worden onder artikel 14 van de Wet Veiligheidsregio (die naar verwachting in 2009 van kracht wordt) verplicht ten minste eens per vier jaar een regionaal crisisplan op te stellen. De plannen moeten voldoen aan een aantal richtlijnen, dat is vastgelegd in het landelijke Referentiekader Regionaal Crisisplan. Daarnaast zijn de veiligheidsregio's verplicht hun crisisplannen af te stemmen met de omringende regio's.